# あきま
あきまは日本のイラストレーター・漫画家。男性。徳永 明正（とくなが あきまさ）名義でも作品を発表している。東京藝術大学日本画科を卒業し、2017年ごろに漫画やイラストを発表を開始。高層ビルや少女を主題とした作品を描き、俯瞰構図やフィルターを通したような色使いを特徴とする。

## 来歴
東京に生まれ、静岡で育った。美術好きの両親の元、多くの画集に囲まれた環境で、物心つく前から飛行機などの絵を描き始めたという。中学生になると父とともに絵画教室でデッサンを習い始め、高校に入ってからは着色にも取り組むようになった。受験絵画と並行して油彩や水彩で飛行機絵画も描き、また現代アートにも興味を持っていたと述べている。その後、東京藝術大学の日本画科に進み、在学中はアニメ・写真・コラージュなどを取り入れた現代アート的な作品を制作していたという。
同大学院の受験に失敗した後、デジタル制作を開始し、ゲーム会社に就職。その後2017年に『febri』において「ミリオの空」を発表し漫画家としてデビュー。表紙イラストの提供やイラスト集への寄稿もおこなっており、2018年には初画集『mirage』を発表した。

## 作風
絵を描き始めたころには欧米の航空絵画（aviation art）やプラモデルのボックスアートに影響を受けたと語っており、飛行機などの無機物やノスタルジックかつミステリアスで音や香り、湿度まで感じられる高層ビル街とどことなく存在感が希薄な女性（少女）とを組み合わせ、退廃した近未来のような『どこでもない、どこかにある世界』を描く。
ダイナミックな俯瞰構図が特徴的であり、本人は自分の目で見たときにどういう風に見えるかを重視し、資料写真は使用しないと語っている。色使いは薄く青みをおびたフィルターを通して風景を見ているようであり、それが独特の雰囲気をかもしだしていると評される。

### 制作環境
以下はデジタル制作を開始したころの環境。Wacom (2017) 取材時点もほぼ同じ環境であると語っている。
- OS: Microsoft Windows 7。
- アプリケーション: Adobe Photoshop CS5.5。
- ペンタブレット: Wacom Intuos4 Medium。

またフルデジタルでの作画は同インタビューの際におこなったものが初めてであり、普段は水張りした紙にアクリル絵具で描いた絵をA3サイズに対応したスキャナーで取り込む、クロッキー帳に描いたラフ画をiPhoneで撮影してデジタルで仕上げるといった手法を用いている。こういった手法についてあきまは、撮影というプロセスによってちょっとしたノイズが生じることが作品の味わいになるとの考えを述べている。

## 作品リスト

### 漫画作品
★は連載作品。
- ミリオの空（『febri』2017年[注 1]） - 『ステイルメイト』に収録。
- ステイルメイト（『ヤングガンガン』2018年） - 『ステイルメイト』に収録。
- Drug it!（『ヤングガンガン』2020年第17巻第24号）
- 火遊び同盟（原作：中西鼎、『少年ジャンプ+』2022年7月24月[10]）
- ★ 少女Null（原作：中西鼎、『少年ジャンプ+』2023年8月5日[11] - 2024年9月7日）
- ★ 人喰いマンションと大家のメゾン（原作：田中空、『少年ジャンプ+』2025年3月7日[12] - ）

### 書籍

#### 画集
- 『mirage — THE ART OF AKIMA』KADOKAWA、2018年9月28日発売[13]、ISBN 978-4-04-604041-1

#### 漫画単行本
- 『ステイルメイト』ナンバーナイン、2019年11月15日、ASIN B0815XSS2D、短編集
- 『少女Null』、原作：中西鼎、集英社〈ジャンプ コミックス〉2023年 - 2024年、全4巻
  1. 2023年12月4日発売[14][15]、ISBN 978-4-08-883729-1
  2. 2024年4月4日発売[16]、ISBN 978-4-08-884016-1
  3. 2024年9月4日発売[17]、ISBN 978-4-08-884202-8
  4. 2024年10月4日発売[18]、ISBN 978-4-08-884275-2
- 『人喰いマンションと大家のメゾン』、原作：田中空、集英社〈ジャンプ コミックス〉2025年 - 、既刊1巻（2025年7月4日現在）
  1. 2025年7月4日発売[19][20]、ISBN 978-4-08-884675-0